# Jussy (Mozela)
Jussy – miejscowość i gmina we Francji, w regionie Grand Est, w departamencie Mozela.
Według danych na rok 1990 gminę zamieszkiwało 418 osób, a gęstość zaludnienia wynosiła 144 osoby/km² (wśród 2335 gmin Lotaryngii Jussy plasuje się na 648. miejscu pod względem liczby ludności, natomiast pod względem powierzchni na miejscu 1182.).